# Prisoner of Love (canção de Tin Machine)
"Prisoner of Love" é uma canção da banda Tin Machine so seu álbum de estreia. A faixa foi lançada como o terceiro single da banda em outubro de 1989. Bowie afirmou que a canção foi escrita para Melissa Hurley, à época sua namorada.
O lado B de "Prisoner of Love" é composto por canções gravadas ao vivo em Paris em 25 de junho de 1989. O single não entrou para as paradas musicais no Reino Unido e nos Estados Unidos.

## Créditos
Produtores
- Tin Machine
- Tim Palmer

Músicos
- David Bowie – vocais principais, guitarra
- Reeves Gabrels – guitarra solo
- Hunt Sales – bateria, vocais de apoio
- Tony Sales – baixo, vocais de apoio

Músicos adicionais
- Kevin Armstrong – guitarra rítmica